# Infinity (Kirchberg)

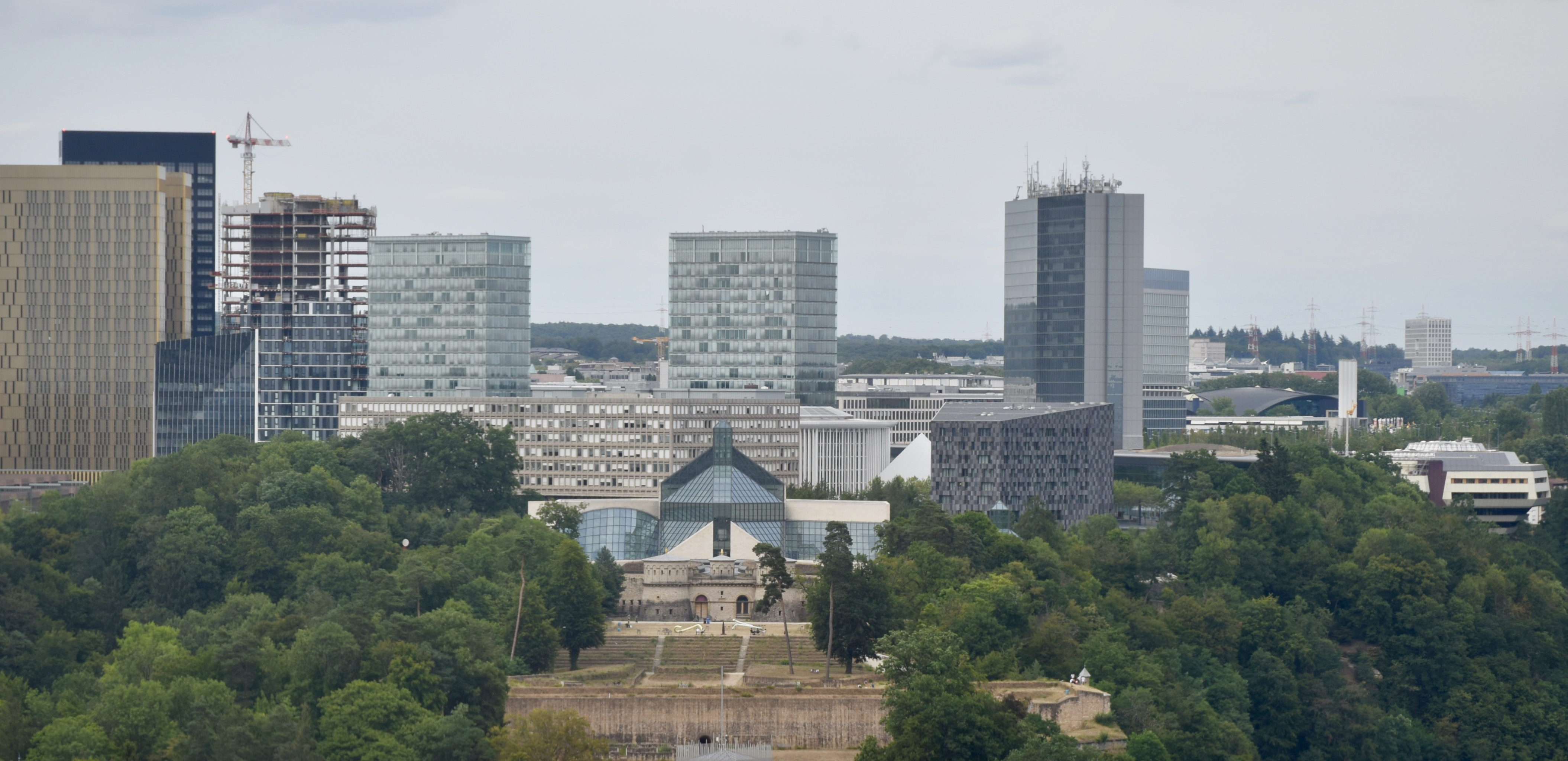
Linke Seite: Infinity im Bau (2019)

Infinity ist der Name eines Gebäudekomplexes mit Geschäften, Restaurants, Büros und Wohnungen auf dem Kirchberg-Plateau in der Stadt Luxemburg im Großherzogtum Luxemburg. Er wurde von 2017 bis 2020 erbaut.
In direkter Nachbarschaft zur Philharmonie, dem Hochhaus, den Türmen des Europäischen Gerichtshofes sowie des EU-Parlaments ist das Infinity Teil der Skyline der Stadt Luxemburg.
Das Infinity ist mit 104 Metern das vierthöchste Gebäude in Luxemburg, höher sind nur die drei Türme des Europäischen Gerichtshofes (115 Meter bzw. zweimal 107 Meter).
Das Anwesen steht zwischen der Avenue John F. Kennedy, der Rue du Fort Niedergruenewald und der Rue Johannes Kepler.
Über die Großherzogin-Charlotte-Brücke (Rout Bréck) besteht eine Verbindung zum Stadtzentrum Luxemburg.
Das Infinity besteht aus drei Bereichen.
Der kleinere stadtnahe Turm umfasst Büroflächen der Anwaltskanzlei Allen & Overy.
Der mittlere Teil des Komplexes beherbergt Restaurants und Geschäfte.
Dahinter steht der hohe Wohnturm (104 Meter) mit 25 Stockwerken und 165 Appartements.
Bauherr in Kirchberg war der börsennotierte Immobilieninvestor Immobel aus Belgien.
Der neue Infinity-Komplex steht neben der Tramstation Philharmonie-Mudam.